# Игор Заседа
Игор Иванович Заседа (на украински: Ігор Іванович Засєда) е украински съветски журналист, писател и плувец-олимпиец.
Състезава се в дисциплината 200 m бруст на XVI летни олимпийски игри през 1956 година в Мелбърн и завършва на 5-о място.

## Биография
Заседа е роден на 12 септември 1932 година в сгт. Буди, Харковска област, Украинска ССР, в семейството на инженер и учителка. Баща му почива през 1950 година, а майка му – през 1951 година. Живее в Мариупол и се мести в Киев, където завършва „Журналистика“ в университета „Тарас Шевченко“ през 1956 година.
Тренира плуване в киевски клубове – в студентския „Буревестник“ и после в „Локомотив“. Печели бронзов медал на 200 m бруст на Всесъюзното първенство на Съветския съюз през 1956 година, завършва 5-и в същата дисциплина на XVI летни олимпийски игри в Мелбърн през същата година.
Работи като началник на отдел в „Работнически вестник“ („Рабочая газета“ / „Робітнича газета“) от септември 1957 година. Става член на Националния журналистически съюз през 1958 година. Работи в редакцията на „Ранок“ от юни 1971 година. През септември 1974 година става кореспондент на московската агенция „Новости“. През 1986 година като журналист отива на мястото на Чернобилската авария и взема интервю от академик Евгений Велихов – първия материал за аварията, публикуван на 5 континента, но не и в Съветска Украйна. Докато събира материали в района на аварията, получава висока доза радиация (колата му е унищожена и изхвърлена поради високи нива на радиация), което води до продължителна болест и смъртта му на 5 ноември 2005 година.
Заседа е сред организаторите на движението на плувците-ветерани в Съветския съюз и участва от първото всесъюзно първенство през 1989 година. Печели общо 4 национални титли и поставя 2 всесъюзни рекорда – на 50 m (1989), 100 m (1990) и 200 m (1990, 1991) бруст.
От декември 1991 година е главен редактор на „Стадион“ (Стадіон). От 1992 година е президент на Киевския журналистически съюз. През май 1994 г. става главен редактор на „Какво следва“ (Що далі) и „Пресклуб“ (Прес-клуб).
Заседа е автор и съавтор на 30 книги, включително 5 романа, някои от които са преведени на редица езици.
Удостоен е с почетното звание „Заслужил журналист на Украйна“ (1981), награден е с ордена „За заслуги“ III степен (1999) и е майстор на спорта от международен клас.

## Избрана библиография
- Игорь Иванович Заседа. Граница откроеця в полночь: повести.   Молодь, 1963.
- Vtecha: povistʹ.   Politvydav Ukrainy, 1970.
- Eta sčastlivaja žažda pobedy: rasskazy ob olimpijskich čempionach.   Molod, 1978.
- Igorʹ Zaseda. The Sporting Ukraine.   Ukraina Society, 1979.
- Igor' Ivanovič Zaseda. Zdravstvuj, Olimpiada-80!.   Izdatel'stvo „Zdorov'â“, 1980.
- Игорь Заседа. Лед и пламень Лейк-Плэсида.   Здоров'я, 1981.
- Однополчане: рассказы о солдатском подвиже.   Изд-во худож. лит-ры „Днипро“, 1982.
- Igor' Zaseda. Sowjetukraine: Körperkultur und Sport.   Verlag für Politische Literatur der Ukraine, 1984.
- Orli︠a︡ta partizanskikh lesov: ocherki.   Veselka, 1984.
- Игорь Заседа. Столкновение: повесть и рассказы.   Изд-во ЦК ЛКСМУ „Молодь“, 1987.
- Игорь Заседа. Из загранкомандировки не возвратился: роман.   Молодь, 1988. ISBN 978-5-7720-0256-8.
- Стальные парни: повесть о пережитом.   Днипро, 1988.
- Igorʹ Zaseda. Valentina Shevchenko.   Novosti Press Agency Pub. House, 1990.
- Игорь Заседа. Тайна дела но. 963: роман.   Молодь, 1991. ISBN 978-5-7720-0533-0.
- Slovo—Dusha Nasha.   Вид-во „Преса України“, 1999. ISBN 978-966-7084-36-3.

## Семейство
Съпруга – Людмила. Двама сина – Олексий (1955) и Юрий (1962).